# Antonio Baldacci
Antonio Baldacci (1867 - 1950 ) fue un botánico, etnólogo, geógrafo, político, diplomático, y explorador italiano. Realizó extensos estudios de la situación político-económica del área balcánica, realizando su primer viaje a Montenegro en 1885.
Visitó Albania, Epiro y Creta, finalizando estudios de botánica, financiados por la venta de recolecciones de plantas a Institutos italianos y extranjeros, luego obtiene sostén económico de la Sociedad Geográfica italiana, y también para estudios universitarios, de 1885 a 1904. Durante sus viajes Baldacci obtiene resultados botánicos, recolectando diez mil especímenes, en parte especies y variedades. En 1891 se licencia en “Zoología”, siendo asistente de Federico Delpino en el Instituto botánico de la Universidad de Bolonia, que deja en 1902 para enseñar Geografía política y colonial en la "Escuela Diplomática Colonial anexa a la Universidad de Roma.

## Algunas publicaciones
- 1943. Scritti Adriatici, vol. 1

- 1930. L'Albania. Con Una Carta, Etc.. Ed. Istituto per l'Europa orientale. 463 pp.

- 1913. L'Ethiopie. 34 pp.

- 1910. Le Somaililand italien. Ed. J. Goemaere, Imp. du Roi. Bruselas. 34 pp.

- 1902. Montenegro Opuscula

- 1893. “Ricordo di un viaggio botanico fra Prevesa ejanina.” Boll. della Società botanica italiana 2: 84-8

- 1886. Flora del piano di Cetinje, 	63 pp.

## Honores
Miembro de
- Real Sociedad Geográfica Italiana, Roma

### Eponimia
- (Apiaceae) Cicuta baldacciana Degen ex Bald.[1]

- (Asteraceae) Cyanus baldaccii (Degen) Holub[2]

- (Asteraceae) Hieracium × baldaccianum Freyn[3]

- (Brassicaceae) Alyssum baldaccii Vierh. ex Nyár.[4]

- (Caryophyllaceae) Silene baldaccii (Rohlena) A.W.Hill[5]

- (Rosaceae) Rubus baldaccianus Borbás ex Baldacci[6]

- (Rosaceae) Sorbus baldaccii (Asch. & Graebn.) Degen & Fritsch ex Zinzerl.[7]

- (Tiliaceae) Corchorus baldaccii Mattei[8]

- La abreviatura «Bald.» se emplea para indicar a Antonio Baldacci como autoridad en la descripción y clasificación científica de los vegetales.[9]